# Something to Die For
Something to Die For är det fjärde studioalbumet av den svenska rockgruppen The Sounds, utgivet i mars 2011 på gruppens nya skivbolag SideOneDummy Records.
Albumet, gruppens första som producerats helt på egen hand, skiljer sig från tidigare material i och med användandet av elektronisk musik som lutar mot synthpop och house. Releasedatumet och låtlistan tillkännagavs på bandets webbplats i januari 2011. Albumet läckte ut på Internet ett par dagar innan releasedatumet och gjordes tillgänglig på Spotify den 28 mars. I Sverige har albumet uppnått 14:e plats men hade mot förmodan inga framgångar i USA, där gruppen brukat legat på listorna med tidigare album. Första singeln från albumet, "Better Off Dead", släpptes som digital nedladdning den 1 februari 2011, följt av titelspåret "Something to Die For" den 22 februari. Den enda av dem som hade listframgångar var "Better Off Dead" som sexa på finländska singellistan.
En musikvideo gjordes till "Dance with the Devil", regisserad av Robby Starbuck och inspelad i Sverige. Titellåten samt spåret "Yeah Yeah Yeah" finns med i filmen och på soundtracket till Scream 4.

## Låtlista
Alla låtar är komponerade av Felix Rodriguez och Jesper Anderberg.
| Nr  | Titel                                | Text                          | Längd |
| --- | ------------------------------------ | ----------------------------- | ----- |
| 1.  | It's So Easy                         | Fredrik Nilsson               | 2:33  |
| 2.  | Dance with the Devil                 | Rodriguez, Anderberg          | 4:47  |
| 3.  | The No No Song                       | Rodriguez, Anderberg, Nilsson | 3:53  |
| 4.  | Better Off Dead                      | Rodriguez, Anderberg, Nilsson | 4:55  |
| 5.  | Diana                                | Rodriguez, Anderberg, Nilsson | 3:35  |
| 6.  | Something to Die For (Album Version) | Rodriguez, Anderberg          | 5:33  |
| 7.  | Yeah Yeah Yeah                       | Rodriguez, Anderberg          | 3:58  |
| 8.  | Won't Let Them Tear Us Apart         | Rodriguez, Anderberg, Nilsson | 4:07  |
| 9.  | The Best of Me                       | Rodriguez, Anderberg, Nilsson | 4:48  |
| 10. | Wish You Were Here                   | Rodriguez, Anderberg          | 3:08  |

## Listplaceringar
| Listor (2011)           | Högsta placering |
| ----------------------- | ---------------- |
| Finländska albumlistan  | 10               |
| Svenska albumlistan     | 14               |
| Schweiziska albumlistan | 96               |

## Medverkande
The Sounds
- Maja Ivarsson – sång
- Felix Rodriguez – gitarr, sång
- Johan Bengtsson – bas
- Jesper Anderberg – keyboard, gitarr, sång
- Fredrik Nilsson (i albumet listad som Fredrik Blond) – trummor

Gästmusiker
- Nicolas Rodriguez - akustisk gitarr på "Wish You Were Here"

Produktion
- Producerad av The Sounds
- Mastering av Tom Baker
- Mixning av Mark Needham
- Ljudteknik av The Sounds & Brian Virtue
- Programmering av Brian Virtue, Felix Rodriguez, Jesper Anderberg
- Dirk Fritz - skivomslag